# فرزينو
فرزينو (بالإيطالية: Verzino)‏ هي كومونا ومدينة في مقاطعة كروتوني، في قلورية، جنوب إيطاليا.